# Saint-Disdier
Saint-Disdier ist eine ehemalige französische Gemeinde mit 112 Einwohnern (Stand: 1. Januar 2019) im Département Hautes-Alpes in der Region Provence-Alpes-Côte d’Azur. Sie gehörte zum Arrondissement Gap. Die Bewohner werden Saint-Didierois und Saint-Didieroises genannt.
Der Erlass des Präfekten vom 2. Oktober 2012 legte mit Wirkung zum 1. Januar 2013 die Eingliederung von Saint-Disdier zusammen mit den früheren Gemeinden Agnières-en-Dévoluy, Saint-Étienne-en-Dévoluy und La Cluse zur Commune nouvelle Dévoluy fest. Der ursprünglich eingeräumte Status als Commune déléguée wurde vom Gemeinderat nachträglich widerrufen.

## Geografie

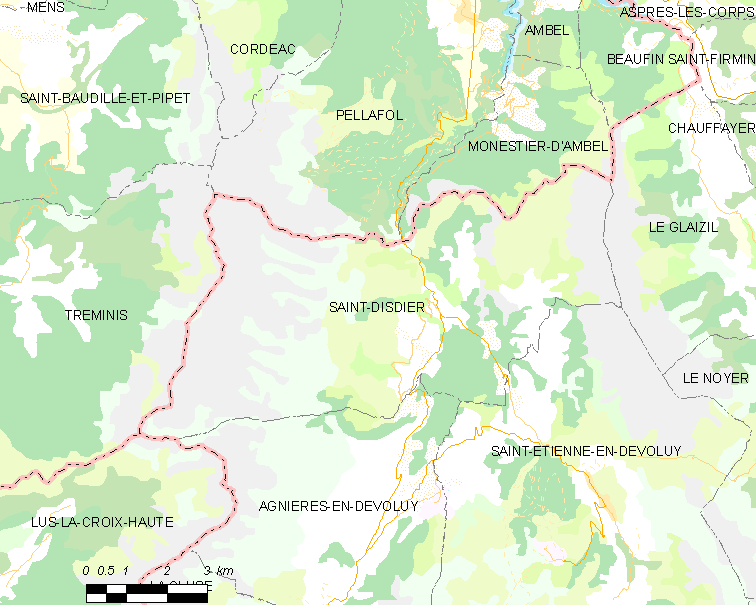
Karte von Saint-Disdier

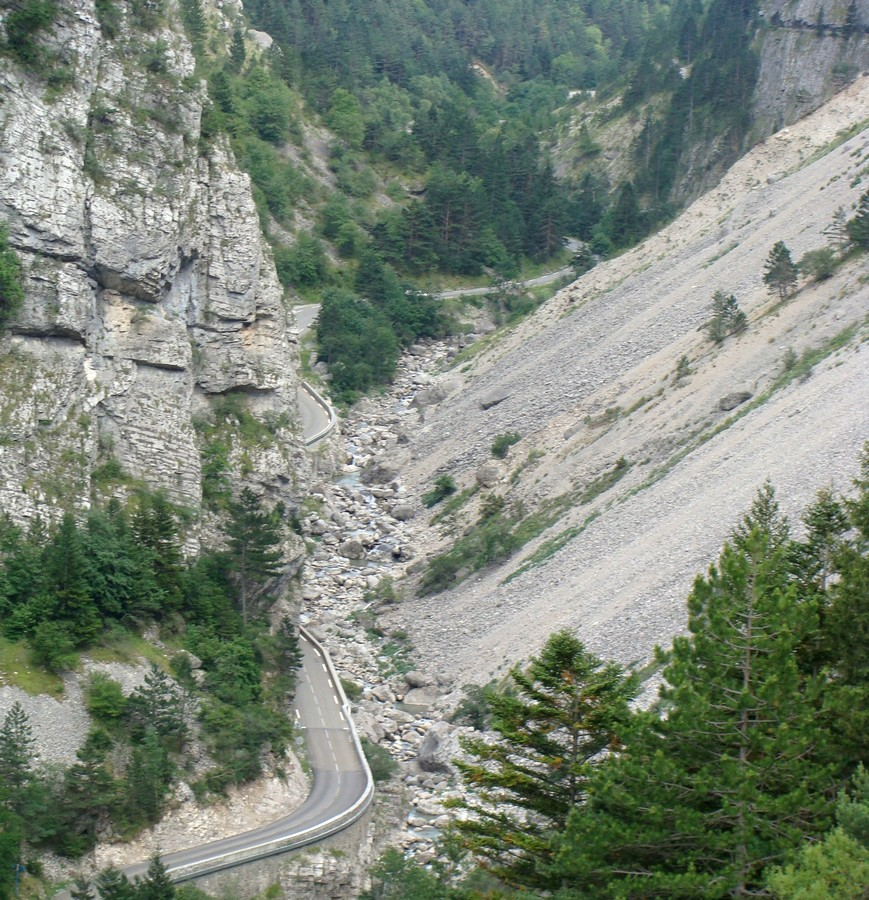
Schlucht Défilé de la Souloise

Saint-Disdier liegt etwa 52 Kilometer südsüdöstlich von Grenoble und etwa 24 Kilometer nordwestlich von Gap in der Région naturelle des Dévoluy im Südosten der historischen Landschaft der Dauphiné. Der Ort befindet sich im Nordwesten des Départements an der Grenze zu den benachbarten Départements Isère und Drôme.
Das Ortsgebiet befindet sich in der Gebirgslandschaft des Dévoluy-Massivs und ist im Westen, Norden und Osten von Bergketten eingeschlossen. Die höchste Erhebung mit 2755 m liegt Westen unterhalb des Gipfels des Grand Ferrand. Entwässert wird das Gebiet durch die beiden Flüsse Souloise und Ribière mit ihren Zuflüssen. Die Souloise strömt in nördlicher Richtung, durchbricht den Bergkamm mit der imposanten Schlucht Défilé de la Souloise und mündet schließlich außerhalb der Gemeinde in den Drac. Das Zentrum liegt auf etwa 1025 m. Der tiefste Punkt wird mit 950 m im Norden am Austritt der Souloise aus dem Ortsgebiet gemessen.
Umgeben wird Saint-Disdier von den Nachbargemeinden und Ortsteilen von Dévoluy:
|                            | Pellafol (Isère) Monestier-d’Ambel (Isère)  |                                     |
| Tréminis (Isère)           | Kompassrose, die auf Nachbargemeinden zeigt | Le Glaizil                          |
| Lus-la-Croix-Haute (Drôme) | Agnières-en-Dévoluy (Ortsteil)              | Saint-Étienne-en-Dévoluy (Ortsteil) |

## Bevölkerungsentwicklung
| Saint-Disdier: Einwohnerzahlen von 1793 bis 2019                                                                           | Saint-Disdier: Einwohnerzahlen von 1793 bis 2019 | Saint-Disdier: Einwohnerzahlen von 1793 bis 2019 | Saint-Disdier: Einwohnerzahlen von 1793 bis 2019 | Saint-Disdier: Einwohnerzahlen von 1793 bis 2019 |
| --- | ------------------------------------------------ | ------------------------------------------------ | ------------------------------------------------ | ------------------------------------------------ |
| Jahr |                                                  |                                                  |                                                  | Einwohner                                        |
| 1793 | 1793                                             |                                                  | 599                                              | 599                                              |
| 1800 | 1800                                             |                                                  | 397                                              | 397                                              |
| 1806 | 1806                                             |                                                  | 596                                              | 596                                              |
| 1821 | 1821                                             |                                                  | 540                                              | 540                                              |
| 1831 | 1831                                             |                                                  | 575                                              | 575                                              |
| 1836 | 1836                                             |                                                  | 592                                              | 592                                              |
| 1841 | 1841                                             |                                                  | 570                                              | 570                                              |
| 1846 | 1846                                             |                                                  | 505                                              | 505                                              |
| 1851 | 1851                                             |                                                  | 560                                              | 560                                              |
| 1856 | 1856                                             |                                                  | 557                                              | 557                                              |
| 1861 | 1861                                             |                                                  | 526                                              | 526                                              |
| 1866 | 1866                                             |                                                  | 546                                              | 546                                              |
| 1872 | 1872                                             |                                                  | 546                                              | 546                                              |
| 1876 | 1876                                             |                                                  | 537                                              | 537                                              |
| 1881 | 1881                                             |                                                  | 528                                              | 528                                              |
| 1886 | 1886                                             |                                                  | 527                                              | 527                                              |
| 1891 | 1891                                             |                                                  | 525                                              | 525                                              |
| 1896 | 1896                                             |                                                  | 515                                              | 515                                              |
| 1901 | 1901                                             |                                                  | 509                                              | 509                                              |
| 1906 | 1906                                             |                                                  | 506                                              | 506                                              |
| 1911 | 1911                                             |                                                  | 520                                              | 520                                              |
| 1921 | 1921                                             |                                                  | 461                                              | 461                                              |
| 1926 | 1926                                             |                                                  | 441                                              | 441                                              |
| 1931 | 1931                                             |                                                  | 445                                              | 445                                              |
| 1936 | 1936                                             |                                                  | 376                                              | 376                                              |
| 1946 | 1946                                             |                                                  | 332                                              | 332                                              |
| 1954 | 1954                                             |                                                  | 262                                              | 262                                              |
| 1962 | 1962                                             |                                                  | 244                                              | 244                                              |
| 1968 | 1968                                             |                                                  | 211                                              | 211                                              |
| 1975 | 1975                                             |                                                  | 190                                              | 190                                              |
| 1982 | 1982                                             |                                                  | 163                                              | 163                                              |
| 1990 | 1990                                             |                                                  | 157                                              | 157                                              |
| 1999 | 1999                                             |                                                  | 141                                              | 141                                              |
| 2006 | 2006                                             |                                                  | 135                                              | 135                                              |
| 2013 | 2013                                             |                                                  | 140                                              | 140                                              |
| 2019 | 2019                                             |                                                  | 112                                              | 112                                              |
| Quelle(n): EHESS/Cassini bis 1999, INSEE ab 2006 Anmerkung(en): Ab 1962 offizielle Zahlen ohne Einwohner mit Zweitwohnsitz |                                                  |                                                  |                                                  |                                                  |

## Sehenswürdigkeiten
- Romanische Kapelle Les Gicons, genannt „Mère Eglise“ aus dem 11. und 12. Jahrhundert, seit 1927 als Monument historique klassifiziert
- Pfarrkirche Saint-Disdier
- Kapelle Saint-Jean-Baptiste im Weiler Tuchières

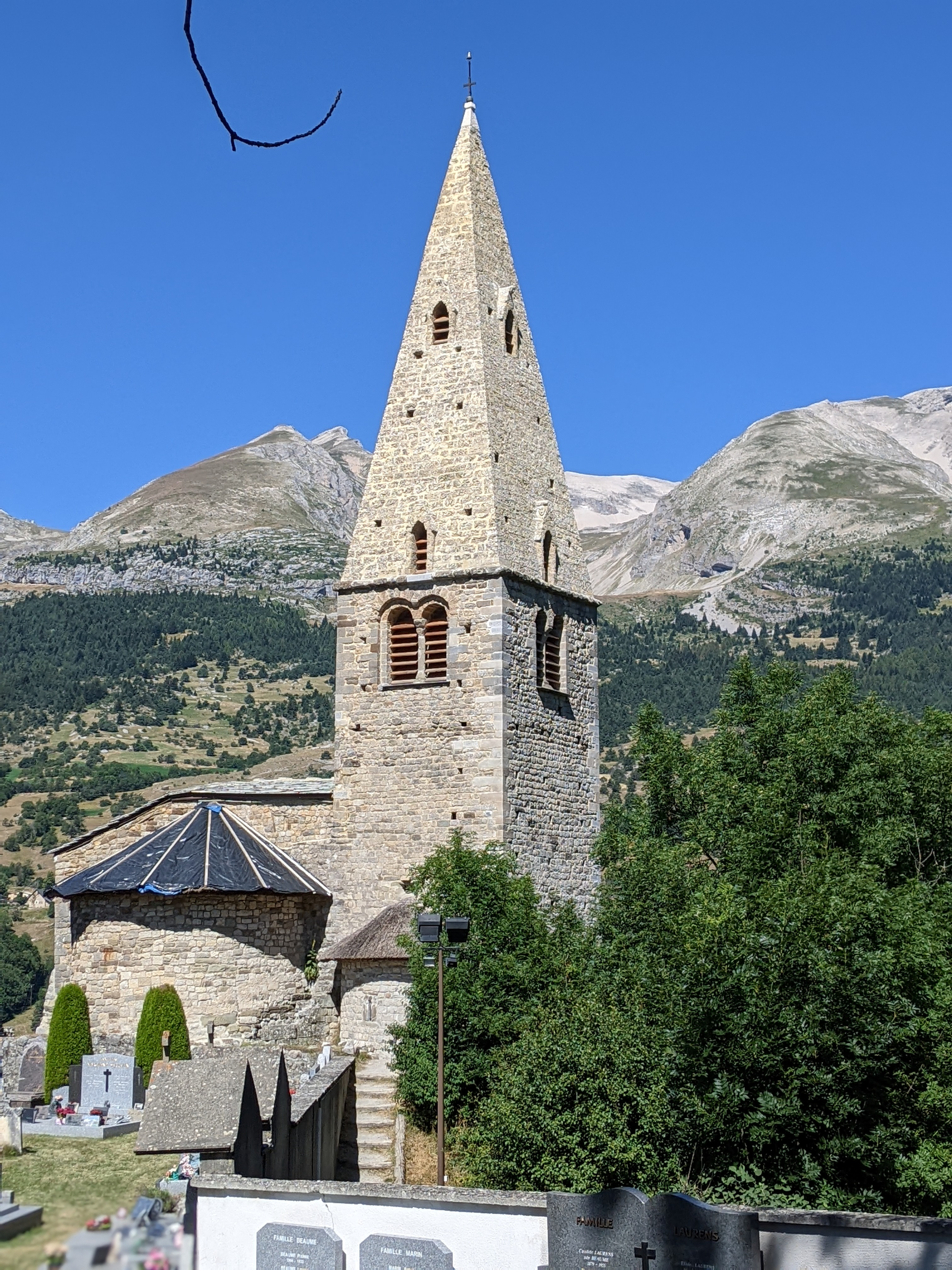
Kapelle Les Gicons, genannt „Mère Eglise“
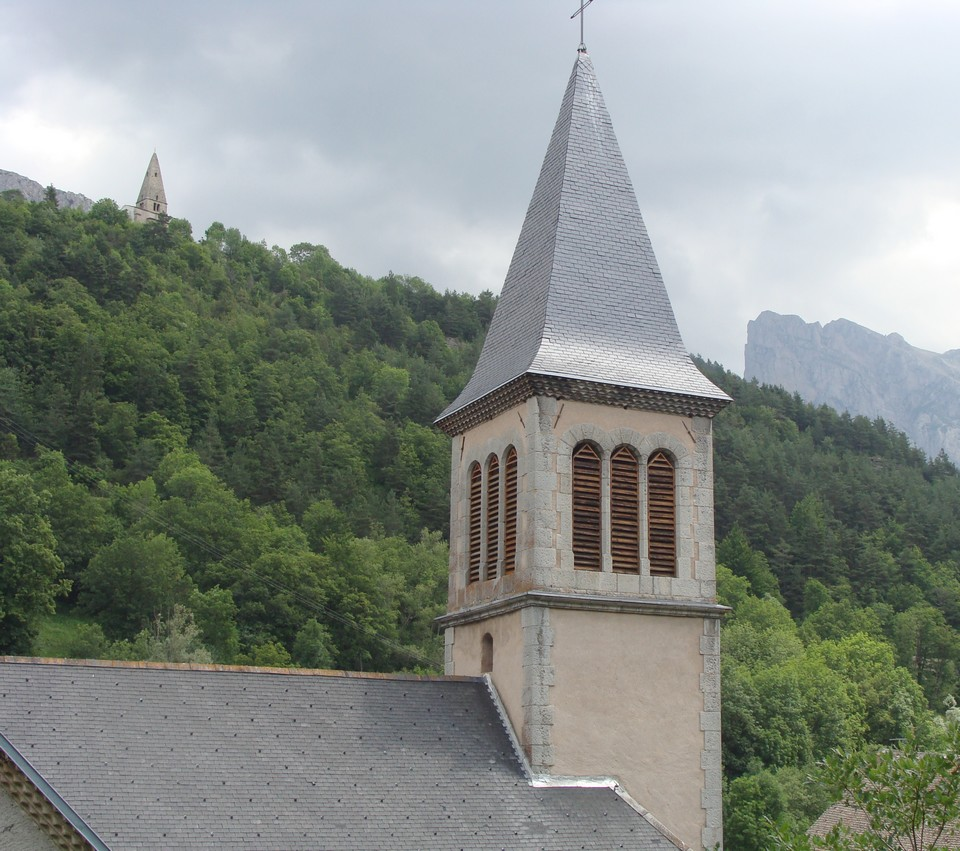
Pfarrkirche Saint-Disdier

## Persönlichkeiten
- René Desmaison (1930–2007), französischer Bergsteiger, bestieg 1961 als Erster mit zwei anderen Bergsteigern den Ostgipfel des Pic de Bure, beigesetzt in Saint-Disdier
- Anne-Marie Peysson (1935–2015), französische Programmsprecherin und Journalistin, geboren in Saint-Disdier